# Céu Lopes
Maria do Céu Lopes (Lisboa, 6 de Outubro de 1950) é uma ex-atleta portuguesa do Sporting Clube de Portugal, tendo como treinador o Professor Mário Moniz Pereira.
Começou a sua carreira desportiva no Sporting Clube de Lourel, em 1966.
Representou a seleção nacional em diversos encontros internacionais.
Venceu por 16 vezes o Campeonato de Portugal:
- 400 metros (1968, 1969 e 1970)
- 800 metros (de 1968 a 1972)
- 1500 metros (1971 e 1972)
- 4 x 100 metros estafetas (1968)
- 4 x 400 metros estafetas (de 1969 a 1972)[1]
- Corta-mato (1972)[2]

Em 1968, Maria do Céu Lopes recebeu o Prémio Bordalo da Casa da Imprensa na categoria de "Desporto", a par com o ciclista Joaquim Agostinho e o futebolista guarda-redes Américo Lopes.

## Recordes pessoais
- 400 m – 58,2 s (1970)
- 800 m – 2 min 15,7 s (1972)
- 1 500 m – 4 min 47,2 s (1971)